# Debatik Curri
Debatik Curri (ur. 28 grudnia 1983 w Prisztinie, Socjalistyczna Federacyjna Republika Jugosławii) – albański piłkarz, grający na pozycji obrońcy, reprezentant Albanii.

## Kariera piłkarska

### Kariera klubowa
Curri pochodzi z Kosowa i jest wychowankiem klubu ze stolicy tej krainy, Prisztiny o nazwie KF Prisztina. W jego barwach zadebiutował w 2003 roku w Kosowskiej Superlidze i w 2004 został z nią mistrzem tej ligi. W zespole KF grał przez półtora sezonu i zimą 2005 został wytransferowany do ukraińskiej Worskły Połtawa, której pomógł w utrzymaniu się w lidze. W czerwcu 2010 przeszedł do tureckiego klubu Gençlerbirliği SK. Wo wygaśnięciu kontraktu, 1 sierpnia 2013 podpisał kontrakt z Howerłą Użhorod. Podczas przerwy zimowej sezonu 2013/14 opuścił użhorodzki klub, a 28 stycznia 2014 podpisał kontrakt z FK Sewastopol. Po rozformowaniu klubu w maju 2014 opuścił Krym, a 28 lipca zasilił skład KF Tirana. Latem 2015 przeniósł się do Flamurtari Vlorë. W czerwcu 2016 powrócił do KF Prishtina.

### Kariera reprezentacyjna
W reprezentacji Albanii Curri zadebiutował W 2005 roku. Swojego pierwszego gola w kadrze strzelił 11 października 2006 w przegranym 1:2 wyjazdowym meczu z Holandią, rozegranym w ramach kwalifikacji do Euro 2008. W reprezentacji rozegrał 29 meczów i strzelił 1 gola.

## Sukcesy i odznaczenia

### Sukcesy klubowe
- zdobywca Pucharu Ukrainy: 2008/09
- finalista Superpucharu Ukrainy: 2009